# Rolando Ferri
Rolando Ferri (6 gennaio 1968) è un latinista e filologo classico italiano, professore ordinario di Letteratura latina presso l'Università di Pisa.

## Biografia
Rolando Ferri è nipote dell'archeologo Silvio Ferri.
Dopo aver studiato alla Scuola Normale Superiore e all'Università di Pisa come allievo di Gian Biagio Conte e poi a Princeton e a Londra, dove è stato Momigliano Student in the Arts presso l'University College dal 1993 al 1996 e ha lavorato come docente di italiano, Ferri è stato professore associato all'Università di Pavia dal 1998, per poi trasferirsi a Pisa nel 2001 con lo stesso grado, dove è diventato professore ordinario di Letteratura latina nel 2006.
Ferri è membro del comitato scientifico della rivista Materiali e discussioni per l'analisi dei testi classici e del comitato di redazione di Studi Classici e Orientali nonché senior editor per la ricezione e la storia filologica dell'organo di revisione elettronica per la rivista di studi classici Bryn Mawr Classical Review.
Nel 2024 l'Università di Pisa gli ha conferito l'Ordine del Cherubino.

## Interessi di ricerca
Ferri si è interessato principalmente di letteratura latina classica (commedia romana, tragedia romana, Fabula praetexta: Pseudo-Seneca, Ottavia; Lucrezio), sul versante linguistico anche di latino parlato, degli Hermeneumata e dei glossari greco-latini.

## Pubblicazioni principali
- The Latin of Roman Lexicography (Ricerche sulle lingue di frammentaria attestazione 7), (Pisa, Fabrizio Serra Editore, 2011), ISBN 978-88-6227-376-3
- Sebastiano Timpanaro, in: Richard F. Thomas, Jan Ziolkowski (eds.): The Virgil Encyclopedia. 3 voll. Wiley, Chichester 2013
- (a cura di, con Mira J. Seo e Katharina Volk ): Callida Musa. Studi in onore di Elaine Fantham (Pisa, 2008)
- (a cura di, con Franco Bellandi): Aspetti della scuola nel mondo romano (Amsterdam, 2008)
- Il latino dei Colloquia scholica, in: R Ferri e F Bellandi, Aspetti della scuola nel mondo romano (Amsterdam, 2008), 111–177
- Linguistic politeness in Latin comedy. Some preliminary thoughts (1), in: Materiali e discussioni per l'analisi dei testi classici 61 (2008) 15–28
- Octavia. A play attributed to Seneca (Cambridge Classical Texts and Commentaries, 41), (Cambridge, Cambridge University Press 2003, New paperback edition with corrections, 2009), ISBN 0-521-82326-9
- I dispiaceri di un Epicureo (Biblioteca di Materiali e discussioni per l'analisi dei testi classici), (Pisa, Giardini 1993), ISBN 88-427-0299-4